# Mate Boban
Mate Boban (Sovići, 12 febbraio 1940 – Mostar, 7 luglio 1997) è stato un politico ed economista croato, presidente della Repubblica Croata dell'Erzeg-Bosnia dal 1991 al 1994 durante la Guerra jugoslava.